# Ajvalija
Hajvali en albanais et Ajvalija en serbe latin (en serbe cyrillique : Ајвалија) est une localité du Kosovo située dans la commune/municipalité de Pristina, district de Pristina (Kosovo) ou district de Kosovo (Serbie). Selon le recensement kosovar de 2011, elle compte 7 391 habitants.

## Démographie

### Évolution historique de la population dans la localité
| 1948 | 1953 | 1961  | 1971  | 1981  | 1991  | 2011  |
| ---- | ---- | ----- | ----- | ----- | ----- | ----- |
| 436  | 757  | 1 192 | 1 696 | 3 027 | 3 962 | 7 391 |

|  |

### Répartition de la population par nationalités (2011)
En 2011, les Albanais représentaient 99,57 % de la population.